# Moerzeke
Moerzeke är en ort i Belgien.   Den ligger i provinsen Östflandern och regionen Flandern, i den centrala delen av landet, 28 km nordväst om huvudstaden Bryssel. Moerzeke ligger 1 meter över havet och antalet invånare är 4 360.
Terrängen runt Moerzeke är mycket platt. Runt Moerzeke är det tätbefolkat, med 476 invånare per kvadratkilometer.. Närmaste större samhälle är Aalst, 17,2 km sydväst om Moerzeke. 
Omgivningarna runt Moerzeke är en mosaik av jordbruksmark och naturlig växtlighet.